# Cucullia taiwana
Cucullia taiwana är en fjärilsart som beskrevs av Alfred Ernest Wileman 1915. Cucullia taiwana ingår i släktet Cucullia och familjen nattflyn. Inga underarter finns listade i Catalogue of Life.